# Miroslav Mažgon
Miroslav Mažgon je bio kulturni radnik vojvođanskih Hrvata u doba Kraljevine Jugoslavije.
Bio je hrvatski kulturni djelatnik u Subotici. Bio je direktorom banke, kao i Dragan Mrljak. Osim toga bio je dioničarem u Industriji željeznog nameštaja d.d. i još nekoliko subotičkih poduzeća. Vojna obavještajna služba Kraljevine Jugoslavije izvijestila je 1934. da su njih dvojica, uz ugledne subotičke odvjetnike Mihovila Katanca i Mateja Jankača te uz još nekolicinu drugih Hrvata sustavno i neumorno radili i organizirali subotičke Hrvate. Marljivi rad tih hrvatskih kulturnih radnika osujetio je srpske pokušaje da se Hrvate privuče u "patriotske", zapravo velikosrpskom hegemonističkom režimu odane organizacije kao što su Narodna odbrana, Soko, Četničko udruženje i dr.Uspjeh je bio toliki da su izvješća govorila o apstinenciji bunjevačkih Hrvata od tih udruženja.
1936. su u odboru za proslavu 250. obljetnice dolaska jedne grupe Bunjevca i preuzimanja vlasti u Subotici bili Blaško Rajić, Ivan Malagurski Tanar, Miroslav Mažgon, Petar Pekić, dr Mihovil Katanec, Albe Šokčić, Ivan Kujundžić, Kata Taupert i drugi. Inicijator i pokrovitelj akcije bio je biskup Lajčo Budanović,